# Zwaartekrachtgolf
In de algemene relativiteitstheorie, een deelgebied van de natuurkunde, is een zwaartekrachtgolf of gravitatiegolf een fluctuatie in de kromming van de ruimtetijd, die zich van de bron af naar buiten als een golf voortplant. Albert Einstein postuleerde in 1916 op basis van zijn theorie van de algemene relativiteitstheorie het bestaan van zwaartekrachtgolven.
Het bestaan van zwaartekrachtgolven werd, op basis van directe waarnemingen op 14 september 2015 door het LIGO-project, bevestigd. De Nobelprijs voor Natuurkunde werd op 3 oktober 2017 toegekend aan de Amerikanen Rainer Weiss, Barry Barish en Kip Thorne wegens hun onderzoek naar en waarneming van zwaartekrachtgolven.

## Definitie

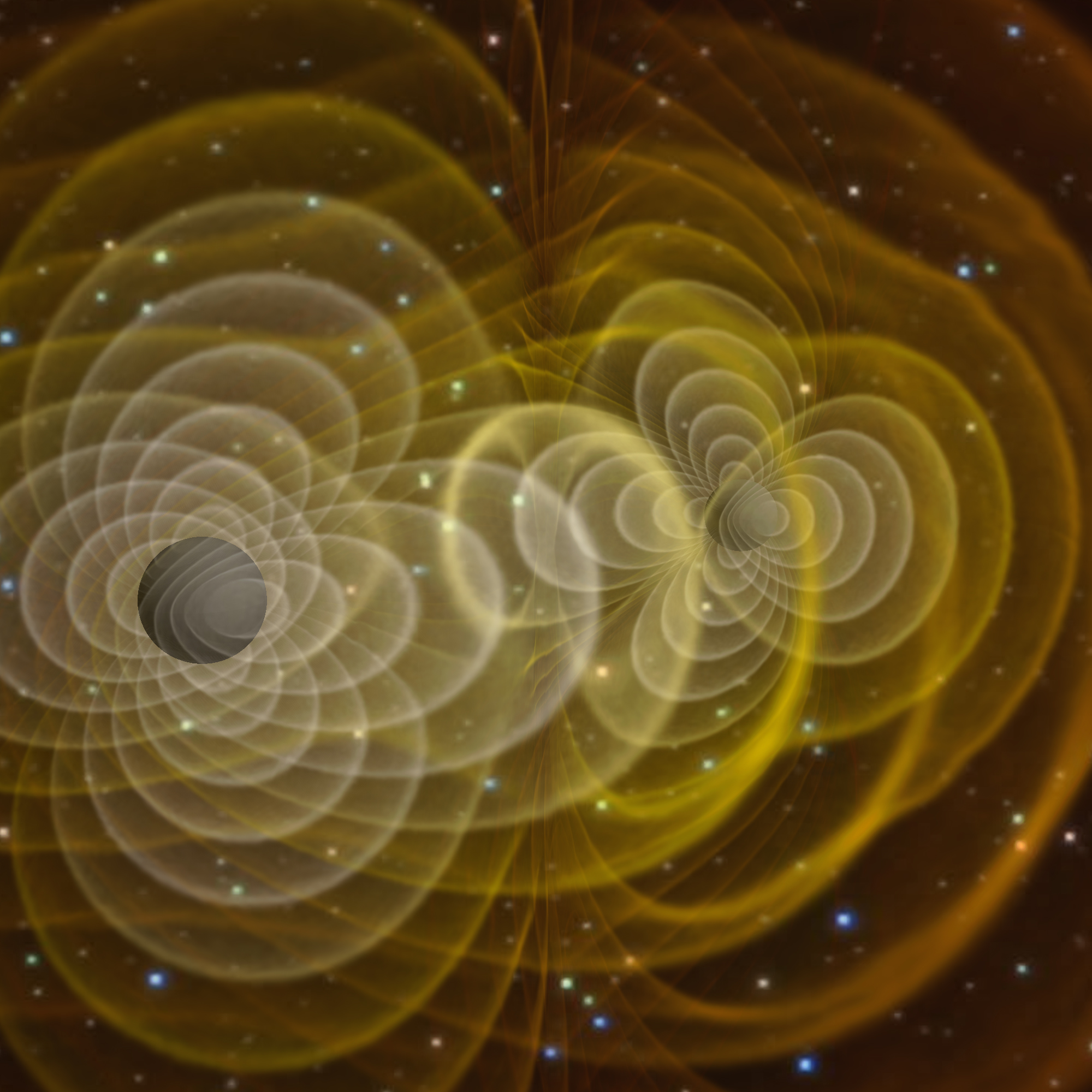
Impressie van zwaartekrachtgolven

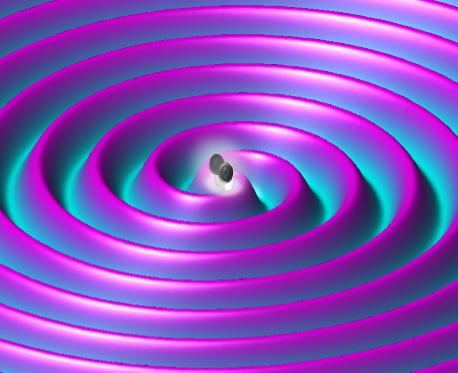
Zwaartekrachtgolven van een compact binair systeem

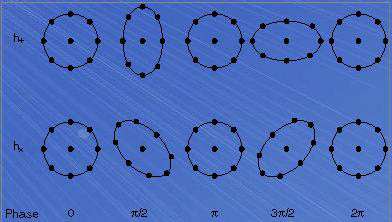
Een ring van deeltjes wordt door een gepolariseerde zwaartekrachtgolf samengedrukt in de ene richting en tegelijkertijd uitgerekt in de richting loodrecht daarop. De bovenste rij toont het effect van een +-polarisatie, de onderste rij van een x-polarisatie.

De algemene relativiteitstheorie voorspelt niet alleen dat de ruimte is gekromd, maar ook dat er zwaartekrachtgolven bestaan. Zwaartekrachtgolven worden door objecten uitgezonden die aan versnelling onderhevig zijn. Zwaartekrachtgolven zijn naar verwachting transversaal, al voorspellen sommige theorieën daarnaast ook longitudinale golven. Zwaartekrachtgolven dragen energie met zich mee.
Zwaartekrachtgolven worden onder meer opgewekt als twee zeer zware hemellichamen op korte afstand om elkaar heen draaien. Dat kunnen dubbelsterren zijn, die uit witte dwergen, neutronensterren of zwarte gaten bestaan. Hoe sneller zij om elkaar heen draaien, hoe sterker de zwaartekrachtgolven. Zo lekt er energie weg en gaan beide sterren steeds dichter om elkaar heen draaien.
Zwaartekrachtgolven kunnen ook optreden bij een grote explosie in het heelal. Indien zwaartekrachtgolven kunnen optreden bij grote explosies in het heelal, dan vertaalt zich dat in een tijdelijke ruimtevermeerdering, die kan worden waargenomen door tijdelijke grotere spectrale roodverschuivingen. Omgekeerd krijg je bij implosies ruimtevermindering, wat zich vertaalt in spectrale blauwverschuiving.

## Meten van zwaartekrachtgolven
Zwaartekrachtgolven werden voor het eerst indirect in 1974 waargenomen door Russell Hulse en Joseph Taylor. Ze namen met de radiotelescoop van Arecibo in Puerto Rico twee neutronensterren waar, nu bekend als de Hulse-Taylor binaire pulsar, die om elkaar heen draaiden. Omdat de ene component een pulsar was en als klok kon worden gebruikt, waren nauwkeurige metingen van de baan van de twee objecten mogelijk. Op deze manier kon worden vastgesteld dat de baan van de twee objecten kromp, in overeenstemming met Einsteins voorspellingen. Dit is alleen mogelijk als er energie door de emissie van zwaartekrachtgolven 'weglekt'.
Vanaf dat moment werden op verschillende plaatsen door wetenschappers pogingen gedaan om deze zwaartekrachtgolven direct te meten, iets wat wetenschappers van de LIGO pas in september 2015 lukte. Op 11 februari 2016 is bekendgemaakt dat toen zwaartekrachtgolven zijn gemeten van de botsing en samensmelting van twee zwarte gaten. Nadien zijn nog twee detecties gepubliceerd. De onderzoekers van LIGO, VIRGO en KAGRA hebben in november 2021 resultaten bekendgemaakt van nog 90 andere waarnemingen.

### Virgo
De Virgo-detector trad in 2007 in werking, die op het terrein van het European Gravitational Observatory bij Cascina in Italië is gebouwd. In deze detector wordt een laserstraal in twee bundels opgesplitst. Een bundel gaat rechtdoor een drie kilometer lange buis in. De andere gaat haaks op de eerste door een andere buis, die precies even lang is. Aan het einde van de buizen worden de bundels met spiegels teruggekaatst.
Zonder zwaartekrachtgolven zullen de bundels elkaar op hetzelfde punt tegenkomen en is het resultaat neutraal. Bij een zwaartekrachtgolf wordt een buis tijdelijk iets langer, terwijl de andere buis iets korter wordt. Het gevolg is dat de laserstralen niet meer samenvallen, wat door het instrument wordt gedetecteerd.

### LIGO

Meting van zwaartekrachtgolven door LIGO

In de Verenigde Staten is een vergelijkbaar experiment uitgevoerd, het Laser Interferometer Gravitational-Wave Observatory, afgekort tot LIGO. Net als bij Virgo maakt LIGO van een interferometer gebruik, die uit twee loodrecht op elkaar staande buizen van vier kilometer lang bestaat. Zwaartekrachtgolven verstoren het interferentiepatroon van de lasers en maken de golven meetbaar. LIGO bestaat uit twee dezelfde detectoren, een staat in Livingston in Louisiana en de andere op de Hanford Site in Richland in Washington. Een buitenaards signaal wordt in beide detectoren geregistreerd met een zeer klein tijdsverschil.

### LISA
De Laser Interferometer Space Antenna, afgekort tot LISA, is een gezamenlijk project van de ruimtevaartorganisaties NASA en ESA voor een toekomstige detector in de ruimte. Het principe achter LISA is dezelfde als bij Virgo en LIGO, namelijk zwaartekrachtgolven meten met een interferometer. Alleen gaat LISA gebruikmaken van drie satellieten in de ruimte op onderlinge afstanden van vijf miljoen kilometer. Elke satelliet heeft twee lasersystemen die onder een hoek staan van 60 graden.

### MiniGrail
Wetenschappers in Nederland houden zich ook met de detectie van zwaartekrachtgolven bezig. Aan de universiteit van Leiden is in het Kamerlingh Onnes Laboratorium gewerkt aan een uiterst gevoelige bolvormige antenne die zwaartekrachtgolven moest kunnen waarnemen. De naam van het project was MiniGrail. Deze antenne was zo gevoelig, dat trillingen met een uitwijking van ongeveer 10−20 meter konden worden gedetecteerd. De MiniGrail staat nu in Rijksmuseum Boerhaave tentoongesteld.